# DRFG
DRFG Investment Group (David Rusňák Family Group) je česká investiční skupina orientovaná na tuzemský trh. Jejím zakladatelem a největším akcionářem je brněnský podnikatel David Rusňák. DRFG zhodnocuje český kapitál na českém trhu, a to prostřednictvím investic do nemovitostí, telekomunikací, finančních služeb a retailu.
DRFG se také prezentuje jako vlastník či správce několika podílových fondů, jde však o lichtenštejnské fondy spravované lichtenštejnským CAIAC Fund Management AG.

## Historie
David Rusňák nejprve v roce 2003 založil a následně vybudoval společnost Compass DKD Czech, zajišťující mezinárodní přepravu zboží. Jejím prodejem v roce 2009 získal kapitál, který dále investoval, například do obchodu se stavební chemií, do poradenství k evropským dotacím nebo do vývoje softwaru pro sklady a továrny.
Díky novele zákona č. 190/2004 o dluhopisech, která vešla v platnost roku 2012 a podnikatelům výrazně usnadnila emise dluhopisů, získala skupina potřebný kapitál pro svůj další rozvoj. Své dluhopisy však v rozporu se zákonem veřejně nabízela bez uveřejněného prospektu, za což dostala od České národní banky pokutu ve výši 50 tis. Kč.
V roce 2013 dosahovala aktiva DRFG téměř půl miliardy korun. V roce 2016 překročila hodnota aktiv DRFG hranici 2,6 miliardy korun a výnosy dosáhly více než 1 miliardy Kč.
Za rok 2017 vykázala skupina konsolidovaná aktiva přesahující 4,4 miliardy Kč a konsolidované výnosy 1,9 miliardy Kč. Na konci roku 2018 zakoupila DRFG od investiční skupiny Hunter dvanáct nákupních parků s řetězci Penny, Billa a Albert a od realitní skupiny CPI Property Group další tři objekty. Celkový objem akvizic nemovitostí DRFG tak za rok 2018 překročil 3 miliardy korun a výsledná hodnota spravovaných nemovitostí dosáhla 6,3 miliardy korun.
Na počátku roku 2019 do DRFG vstoupila společnost PVF Invest podnikatelů Pavla Vyhnálka a Pavla Fráni. Ti v DRFG získali 35% podíl a současně doplnili vedení skupiny. Účetní hodnota aktiv podílu odpovídala zhruba dvěma a půl miliardám korun.

## Současná bilance
Konsolidované a auditované výsledky za rok 2020 představují aktiva ve výši 5,4 miliardy Kč. Tržby činily 0,6 miliard Kč.
Část akvizic DRFG financuje z vlastních zdrojů; nákladnější, zejména realitní investice pak i z dluhopisů a bankovních úvěrů. Obecná úroveň zadlužení se oproti roku 2016 snížila a za roky 2017 i 2018 se pohybuje okolo hodnoty finanční páky 4. Oblasti nemovitostí a telekomunikací patří spíše ke konzervativním oborům investic, které přinášejí dlouhodobě stabilní cash flow.
| Konsolidované a auditované výsledky za rok 2018 |               |
| Aktiva                                          | 7 133 mil. Kč |
| Obrat                                           | 4 620 mil. Kč |
| EBITDA                                          | 274 mil. Kč   |

## Investiční oblasti

### Nemovitosti
Skupina DRFG se skrze dceřinou společnost DRFG Real Estate  zaměřuje na investice do menších a středních retailových center v České republice. Od roku 2014 se podařilo získat či byly zahájeny akvizice výrobně-administrativně-skladových prostor, rezidenčních projektů a prodejních jednotek nadnárodních řetězců. Mezi nájemce nemovitostí v majetku DRFG patří[zdroj?] Tesco, Jysk, Decathlon, Mountfield, Okay Elektro, KiK, Billa, Albert, Penny, Oresi a další.
DRFG spravuje[zdroj?] portfolio nemovitostí s celkovou hodnotou přes 6,3 miliardy korun. Součástí skupiny je i architektonická kancelář A PLUS. Ta stojí například za výstavbou univerzitního kampusu Masarykovy univerzity, výzkumného centra CEITEC, Moravského zemského archivu a dalších – převážně ve stylu high-tech. Na základě projektů kanceláře byly realizovány investice za téměř 20 miliard korun. Kancelář společnosti DRFG mimo jiné pomáhá v rámci due diligence při nákupu budov.

### Telekomunikace
DRFG se skrze dceřinou společnost DRFG Telco zaměřuje na výstavbu, údržbu a vylepšování mobilních telekomunikačních sítí pro přední operátory v Česku, na Slovensku, v Rakousku, Německu a Švýcarsku (O2 Slovakia, Vodafone, T-Mobile, Ericsson, Alcatel, Huawei, CETIN). DRFG Telco ovládá například společnost Suntel Group, vybudovanou Romanem Řezníčkem.
Do roku 2019 skupina spoluvlastnila operátora Libli s více než 75 000[zdroj?] zákazníky. Podíl od DRFG odkoupila společnost Nordic Telecom, která polovinu akcií v Libli drží již od konce roku 2017.

### Finance
Skupina DRFG skrze dceřinou společnost DRFG Finance konsolidovala několik společností věnujících se finanční distribuci: EFEKTA investiční zprostředkovatel, Royal Vision, FINEST Invest, Oxygen Advisory, CLEAR Investment. DRFG drží také minoritní podíl ve spořitelním družstvu NEY. Distributorem investičních nástrojů DRFG je společnost EFEKTA obchodník s cennými papíry vlastněná Davidem Rusňákem.
V roce 2019 do portfolia skupiny přibyl online srovnávač Chytrý Honza.

## Investiční fondy DRFG
DRFG aktuálně nabízí investiční podílový fond zaměřený na komerční nemovitosti. V roce 2018 ukončila činnost svého prvního fondu zaměřeného na firemní a státní dluhopisy.

### Czech real estate investment fund
Fond investuje zejména do komerčních nemovitostí. Za první rok od založení (23. 2. 2016 – 22. 2. 2017) přinesl klientům zhodnocení 5,08 %, za rok 2017 šlo o zhodnocení ve výši 5,17 % a za rok 2018 ve výši 4,43 %. Celkové zhodnocení od založení tak představuje 15,38 %.
Na konci června 2023 fond vlastnil podíly v českých společnostech oceněné na 3,5 miliardy korun. Tyto společnosti vlastnily nemovitosti s podlahovou plochou přes 100 000 m². Fond vlastnil například akcie společnosti Trutnov Property Development, zakoupené v prosinci 2018 od skupiny DRFG, oceněné na 409 milionů korun. Společnost Trutnov Property Development vykázala za první pololetí kalendářního roku 2023 čistý zisk 3,7 milionu korun a její vlastní kapitál vzrostl na 40 milionů korun.
| Czech real estate investment fund |                       |
| Spolupráce                        | CAIAC Fund Management |
| Auditor                           | Deloitte              |
| Depozitář                         | Neue Bank AG          |
| Rok spuštění                      | 2016                  |

## Společensky prospěšná činnost a sponzoring
Skupina DRFG od svého založení podporovala různé dobročinné aktivity, v roce 2016 je všechny spojila pod křídly Nadace DRFG. Prioritami nadace jsou rozvoj finanční gramotnosti mladých lidí zejména z dětských domovů a podpora multižánrového festivalu Meeting Brno. Nadace se ale věnuje také zkrášlování veřejného prostoru, například od roku 2016 spolupracuje se studiem Chybik+Kristof Architects & Urban Designers a týmem architektů A PLUS na každoroční instalaci 250 barevných deštníků v České ulici v Brně, které se následně prodají a výtěžek jde na dobročinné účely prostřednictvím Diecézní charity Brno.
DRFG v průběhu své činnosti podporuje různé umělce a sportovce, například cestovatele a fotografa Jiřího Kolbabu, extrémní skialpinisty Jiřího a Ondřeje Švihálkovy, cyklistku Annu Šmídovou, házenkářský klub DHC Slavia Praha, fotbalový klub Baník Ostrava nebo Mezinárodní filmový festival Karlovy Vary. V roce 2016 byla generálním partnerem koncertního turné Habera a Team 33 Tour 2016 a titulárním partnerem DRFG Superligy malého fotbalu. DRFG je také generálním partnerem mezinárodního jazzového festivalu JazzFestBrno.
Od roku 2015 je DRFG je hlavním partnerem hokejového klubu HC Komety Brno. Téhož roku byl po skupině pojmenován hokejový stadion DRFG Arena. Později brněnský klub rozšířil spolupráci s DRFG i skrze investiční fond CZECH FUND, který se od sezóny 2018/2019 stal generálním partnerem HC Kometa Brno.
V roce 2019 se DRFG skrze svůj investiční fond CZECH FUND stala hlavním partnerem profesionální tenistky Karolíny Plíškové.